# Động mạch mặt
Động mạch mặt (hay còn gọi là động mạch hàm ngoài trong một số tài liệu) là một nhánh của động mạch cảnh ngoài  cấp máu cho các cấu trúc nông ở mặt.

## Cấu trúc
Động mạch mặt xuất phát trong tam giác cảnh từ động mạch cảnh ngoài phía trên động mạch lưỡi một chút, và được che bởi ngành lên xương hàm dưới, đi vòng lên trên bên dưới cơ nhị thân và cơ trâm móng, và đi vào rảnh ở mặt sau tuyến dưới hàm.
Động mạch đi vòng lên trên qua thân xương hàm dưới tại góc trước-sau của cơ cắn; đi ra trước và lên trên qua má đến góc miệng, sau đó đi lên dọc theo cạnh mũi, và kết thúc tại góc trong của mắt, dưới cái tên động mạch góc.
Đường đi của động mạch mặt khá ngoằn nghoèo, nhằm để thích hợp cho các động tác của cổ và hầu họng khi nuốt; và các cử động của các cơ quan như xương hàm dưới, môi và má.

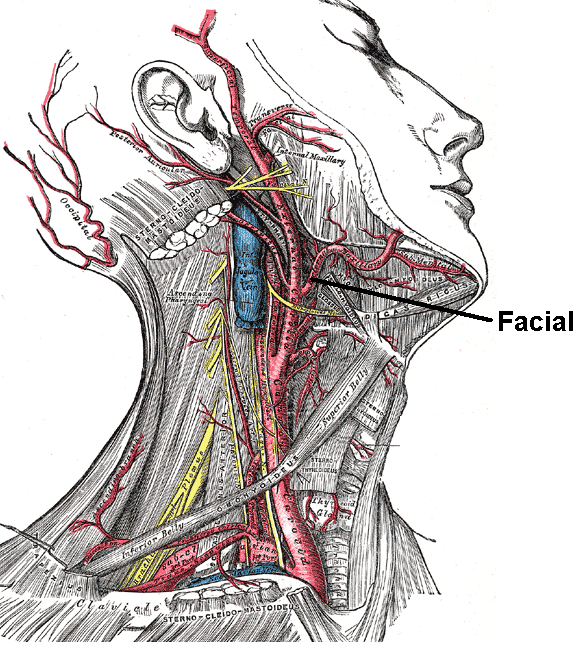
Hình ảnh bóc tách bề mặt nông bên phải cổ, cho thấy động mạch cảnh và dưới đòn. Nhánh động mạch mặt được chú thích

## Liên quan
Ở vùng cổ, tại chỗ xuất phát, động mạch nằm nông, được che phủ bởi da, cơ bám da cổ, và cân; sau đó đi bên dưới cơ nhị thân và cơ trâm móng và một phần tuyến dưới hàm, nhưng nằm trên thần kinh hạ thiệt.
Động mạch nằm tựa lên cơ khít hầu giữa và cơ khít hầu trên, và cơ khít hầu trên ngăn cách động mạch khổi phần dưới và phần sau của amiđan.
Trên mặt, khi đi qua thân xương hàm dưới, động mạch nằm tương đối nông, ngay bên dưới các cơ của miệng. Trong đoạn đi trên mặt, động mạch được che bởi da, mô mỡ của má, cơ bám da cổ, cơ cười, và cơ gò má lớn. Động mạch nằm trên cơ mút và cơ nâng góc miệng, và đi qua phía trên hoặc dưới đầu ngoài của cơ nâng môi trên.
Tĩnh mạch mặt trước nằm phía ngoài hoặc sau động mạch, và có đường đi thẳng hơn so với động mạch đoạn trên mặt, và đi tách khỏi động mạch một đoạn tương đối. Ở vùng cổ tĩnh mạch nằm nông so với động mạch.
Các nhánh thần kinh mặt bắt chéo động mạch từ sau ra trước.
Động mạch mặt thông nối với động mạch lưng mũi thuộc động mạch cảnh trong.

## Chi nhánh
Các nhánh của động mạch mặt:
- ở cổ
  - Động mạch khẩu cái lên
  - Nhánh amidan của động mạch mặt
  - Động mạch dưới cằm
  - Nhánh tuyến của động mạch mặt
- ở mặt
  - Động mạch môi dưới
  - Động mạch môi trên
  - Nhánh mũi ngoài của động mạch mặt đến cơ mũi
  - Động mạch góc - nhánh tận

## Cơ
Các cơ được cấp máu bởi động mạch mặt bao gồm: 
- cơ mút (buccinator)
- cơ nâng mép (levator anguli oris)
- Cơ nâng môi trên (levator labii superioris)
- Cơ nâng môi trên và cánh mũi (levator labii superioris alaeque nasi)
- Cơ nâng màn hầu trong (levator veli palatini)
- Cơ cắn (masseter)
- Cơ cằm (mentalis)
- Nhánh hàm móng của động mạch ổ răng dưới
- Cơ mũi
- Cơ khẩu cái lưỡi (palatoglossus)
- Cơ khẩu cái hầu (palatopharyngeus)
- Cơ da cổ (platysma)
- Cơ tháp mũi (procerus)
- Cơ cười (risorius)
- Cơ trâm lưỡi (styloglossus)

## Hình ảnh
Bản mẫu:Cleanup-gallery

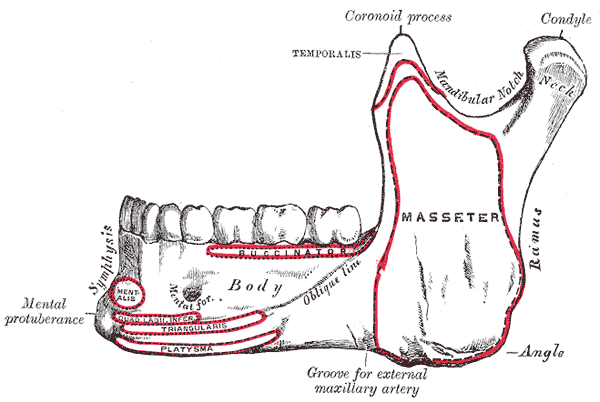
Mandible. Outer surface. Side view.
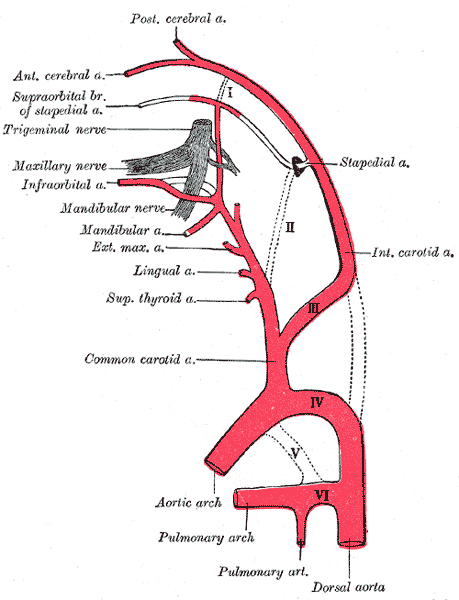
Diagram showing the origins of the main branches of the carotid arteries.
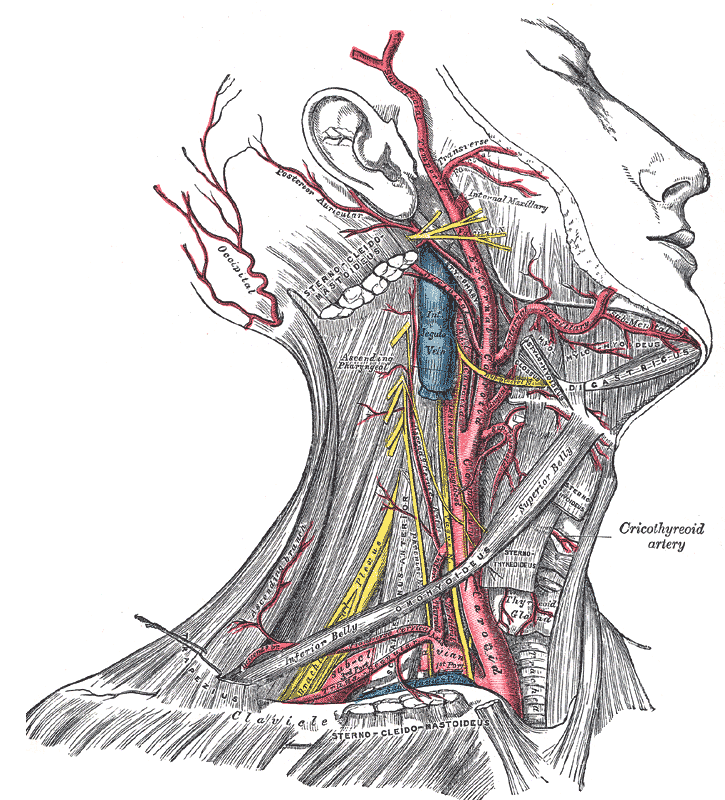
Superficial dissection of the right side of the neck, showing the carotid and subclavian arteries.
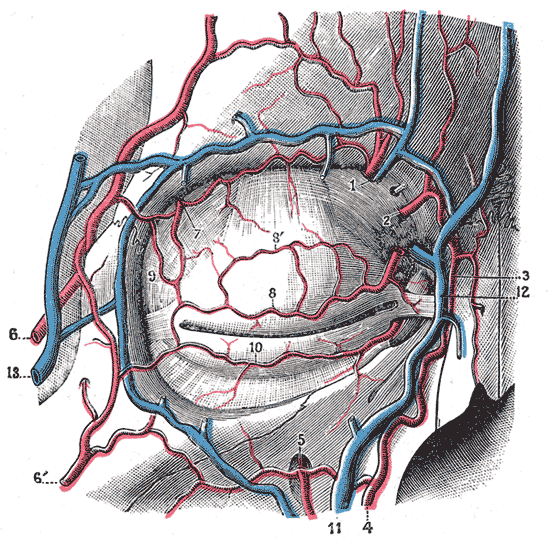
Bloodvessels of the eyelids, front view.
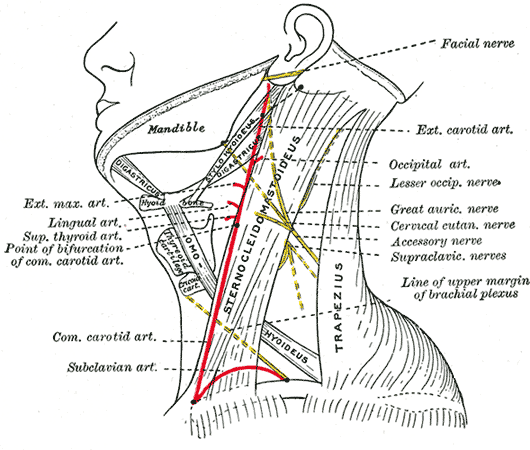
Side of neck, showing chief surface markings.
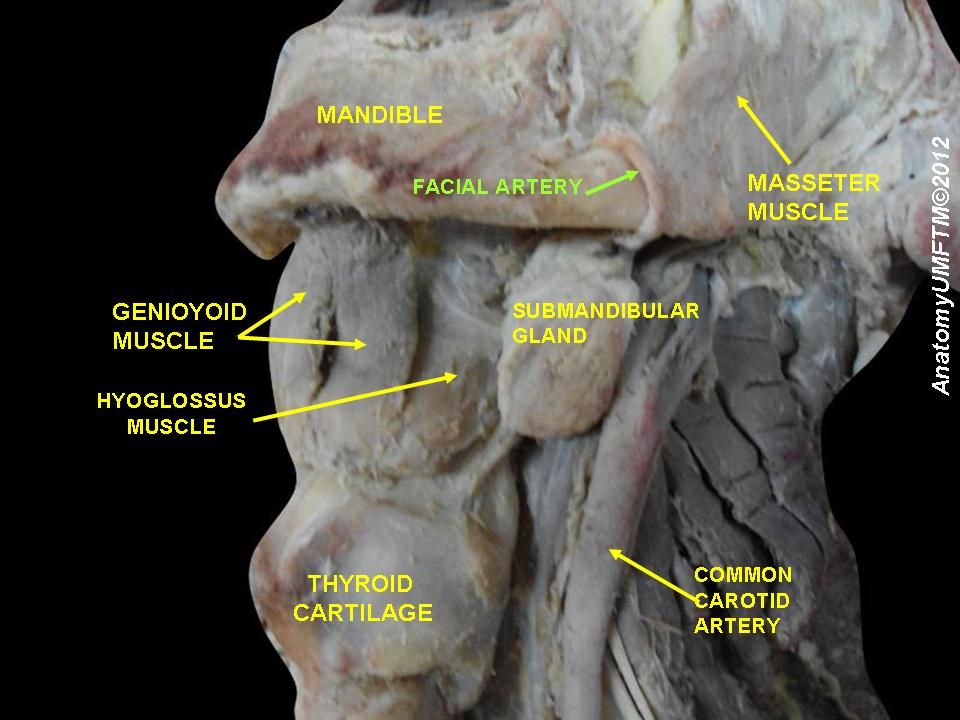
Động mạch mặt
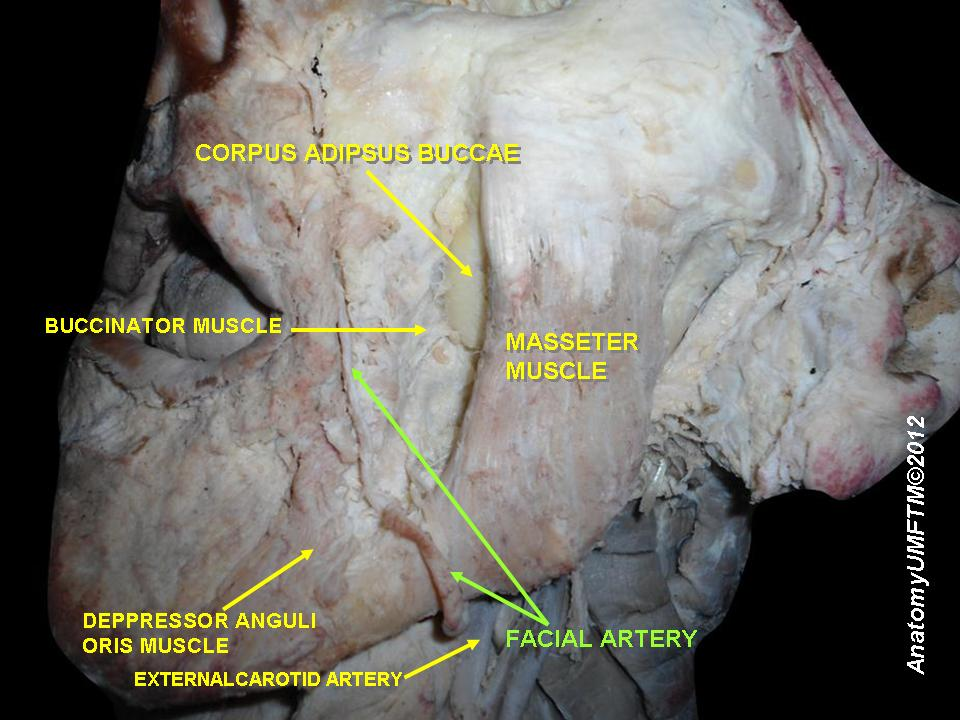
Động mạch mặt
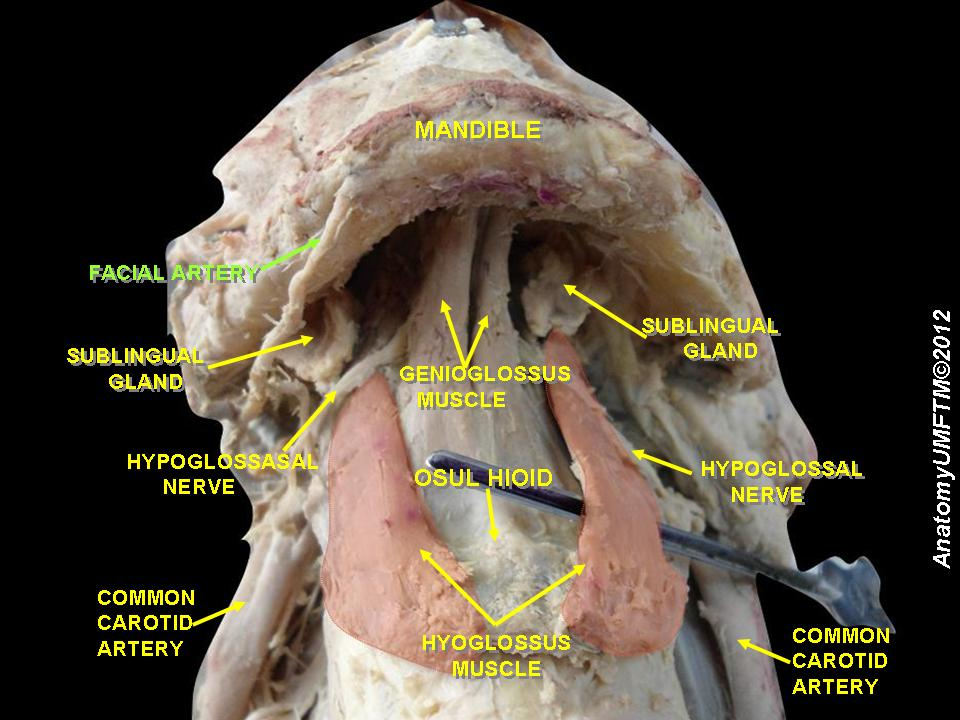
Động mạch mặt
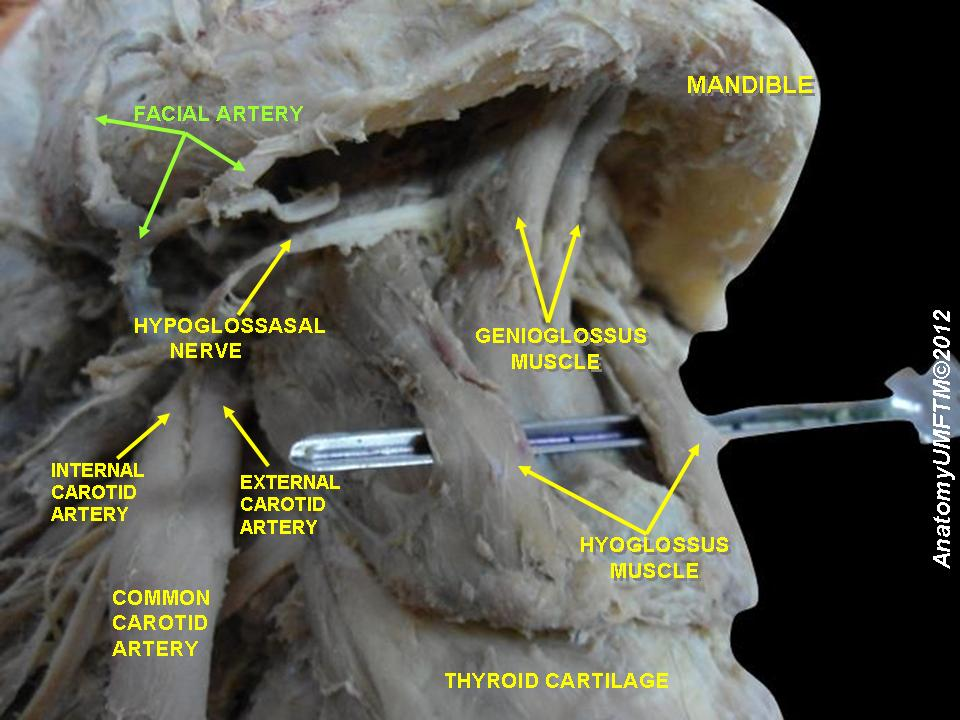
Động mạch mặt
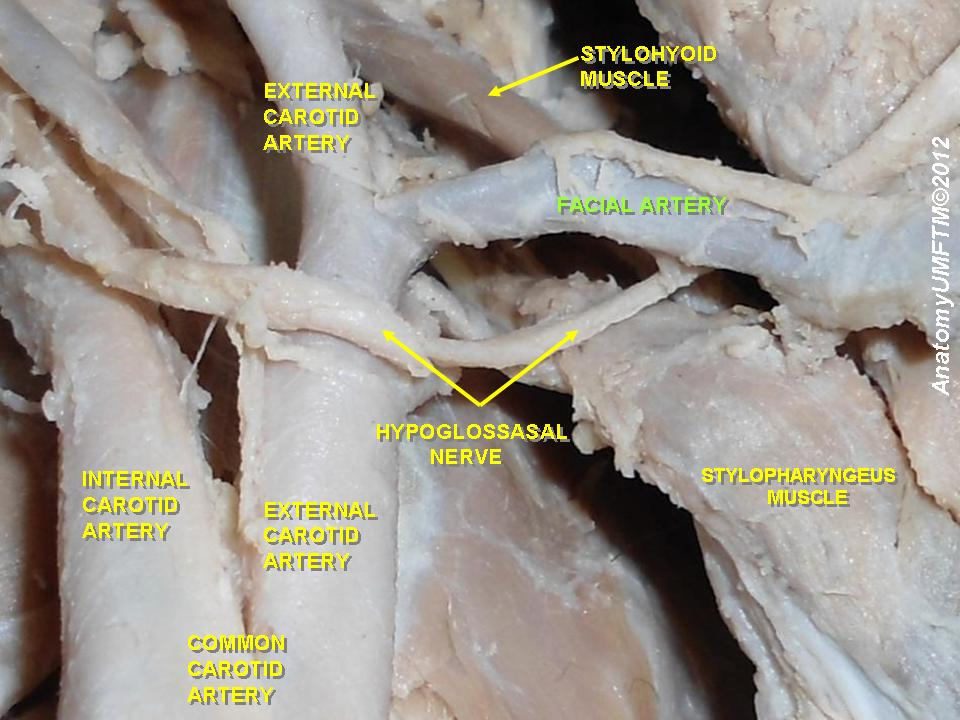
Động mạch mặt
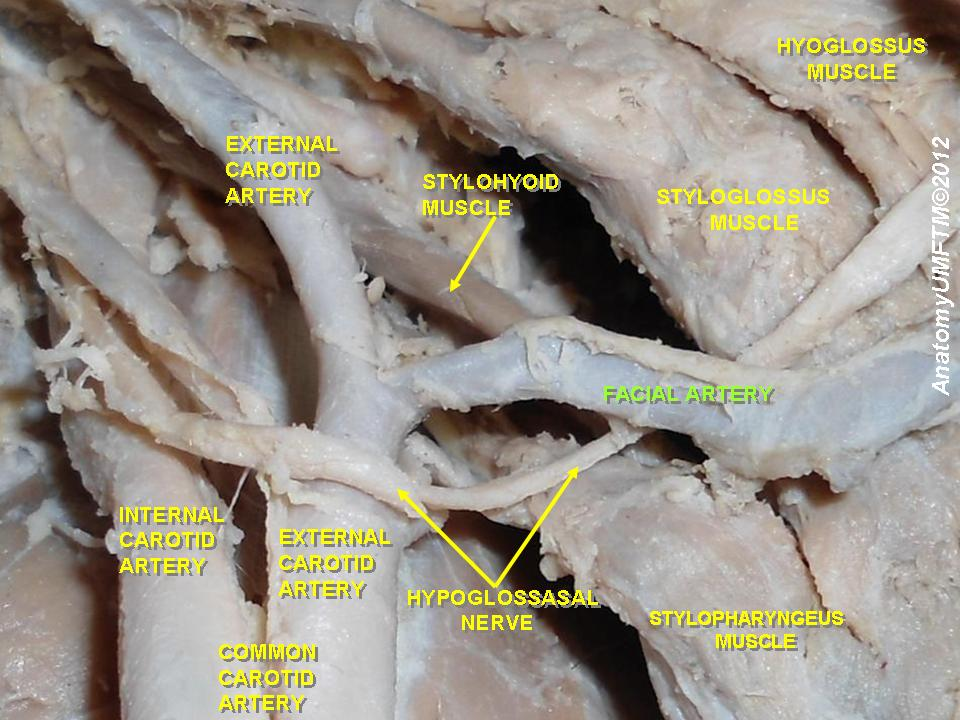
Động mạch mặt
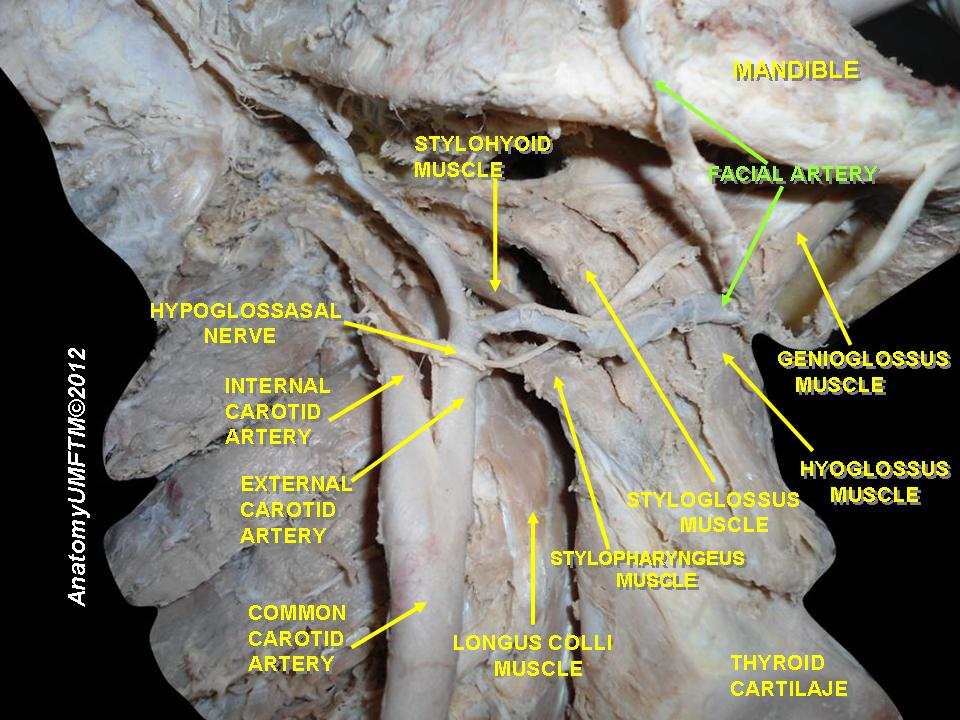
Động mạch mặt
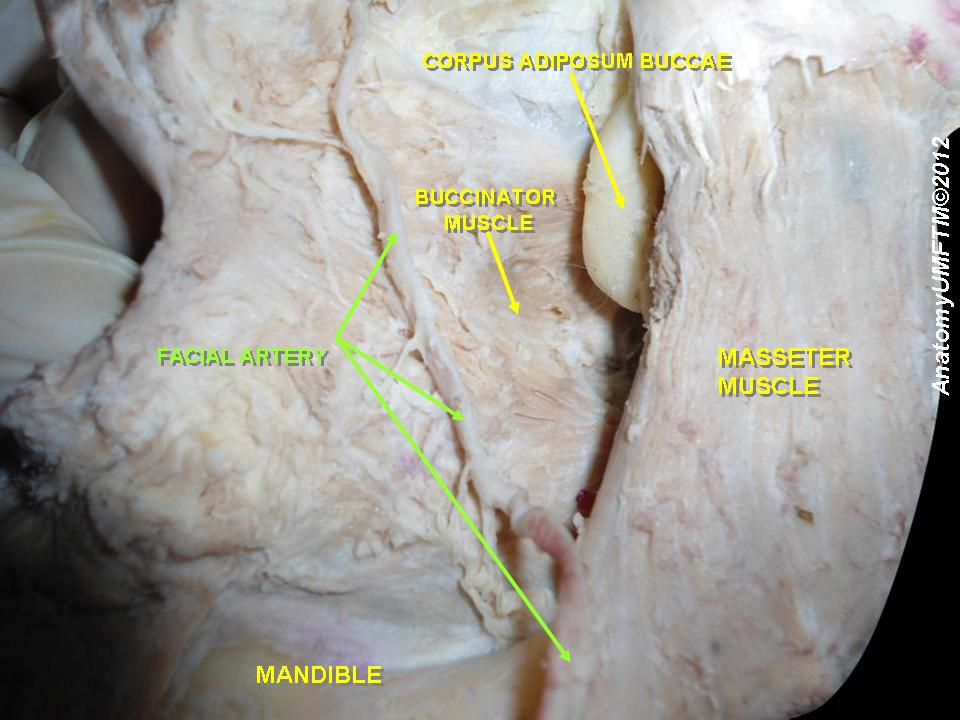
Động mạch mặt
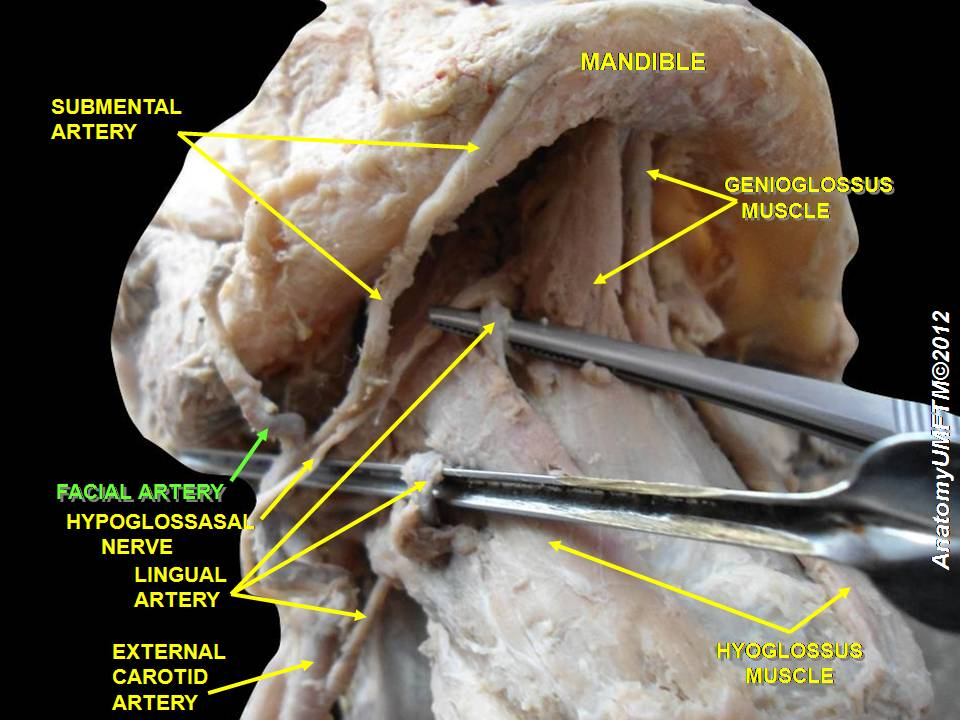
Động mạch mặt
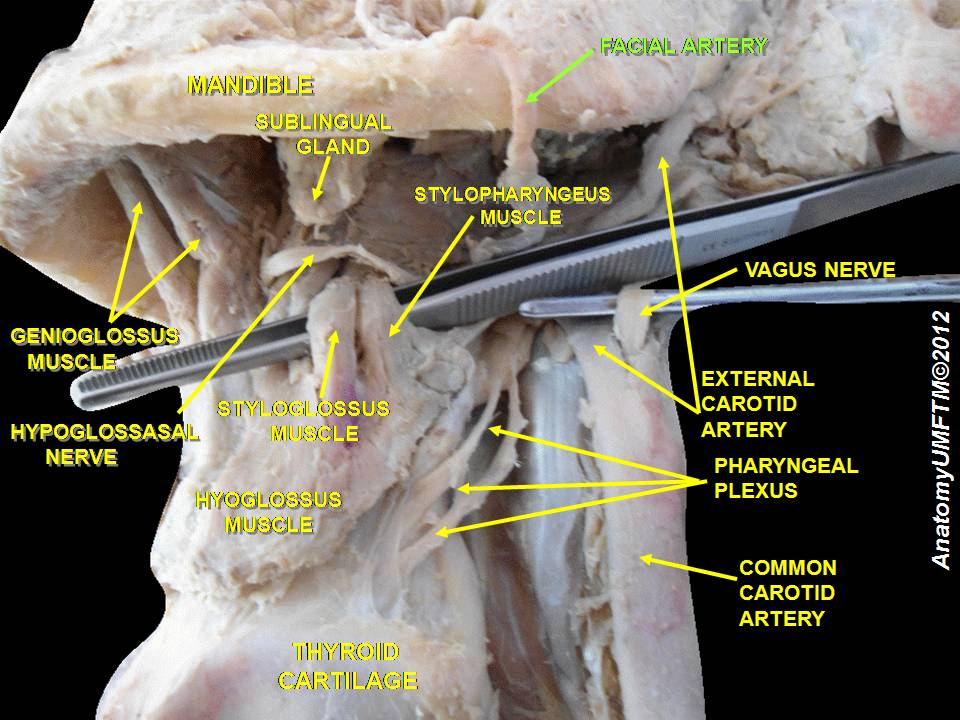
Động mạch mặt
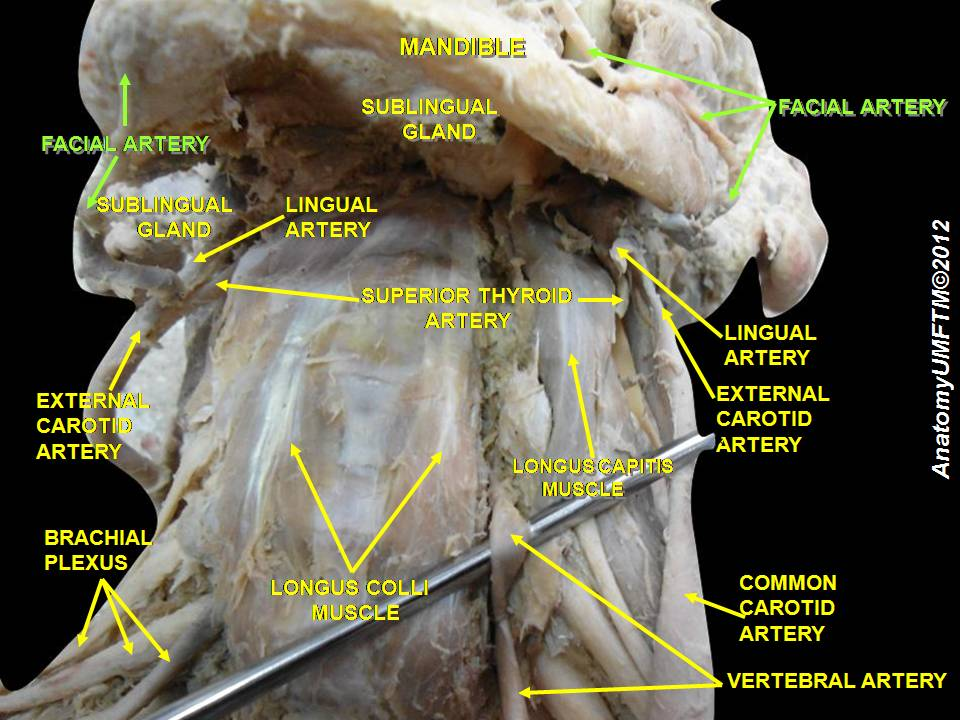
Động mạch mặt
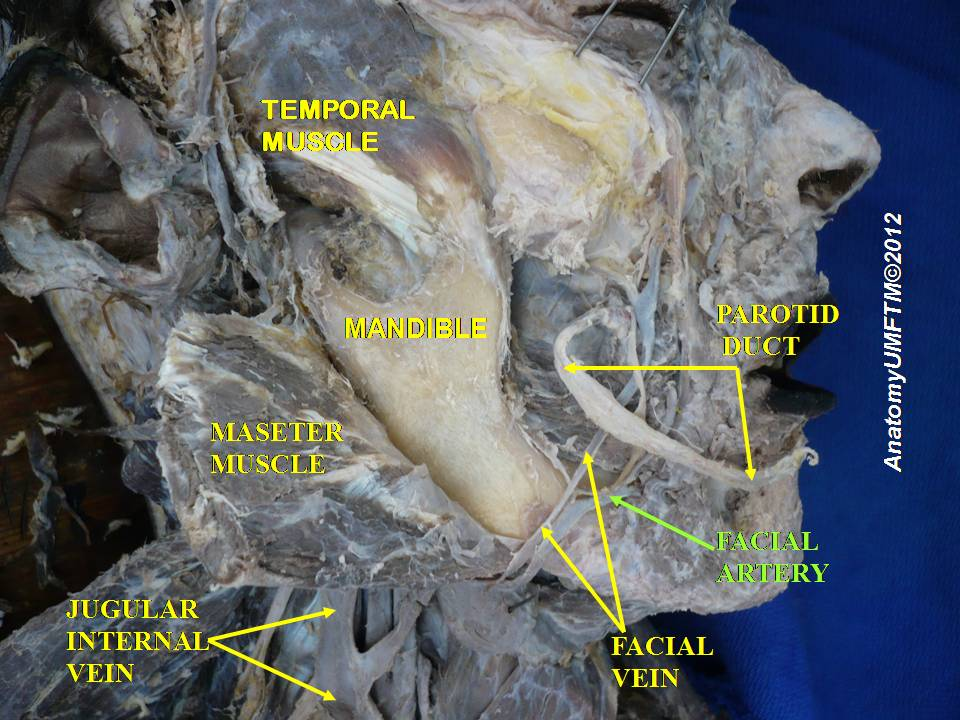
Động mạch mặt
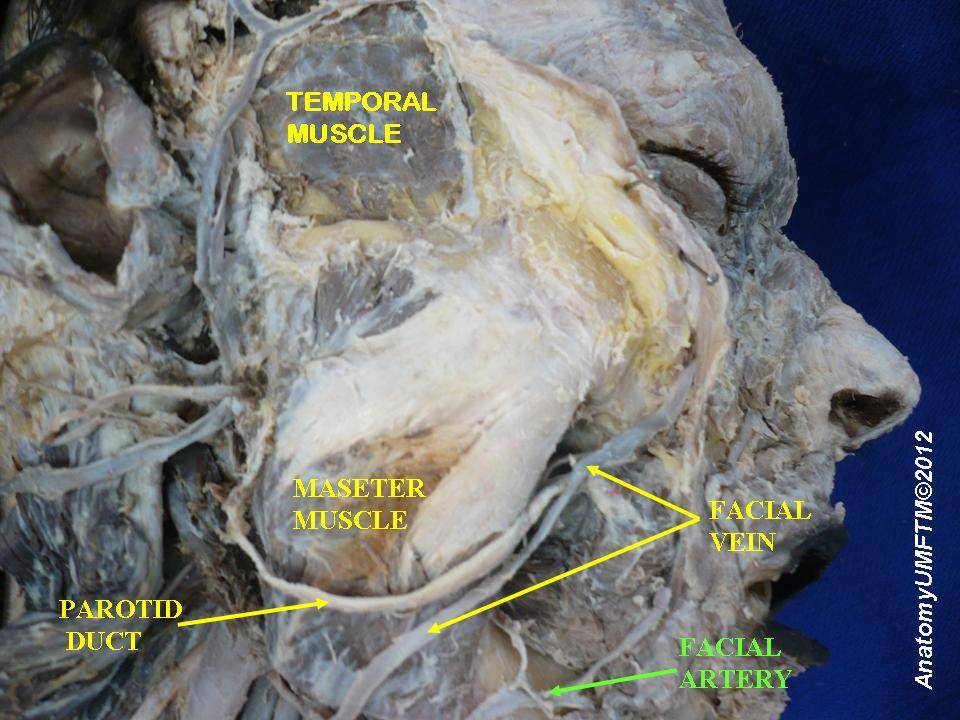
Động mạch mặt
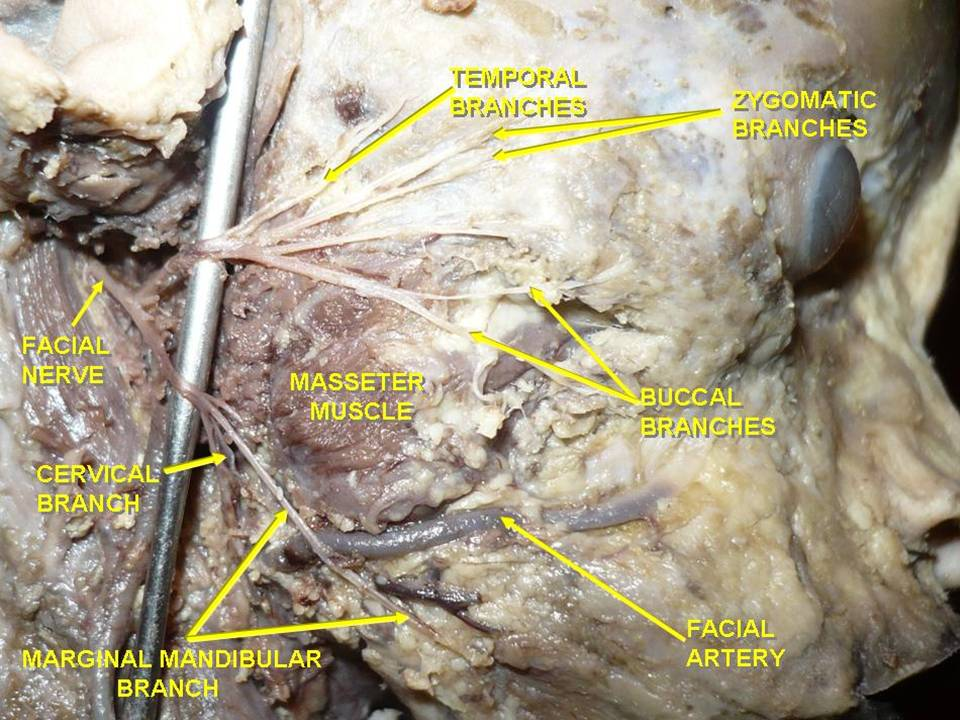
Động mạch mặt.Deep dissection.Lateral view.